# ダレモ
「ダレモ」（英題：No one）は、5人組ガールズバンド・トゲナシトゲアリの10枚目のシングル。表題曲「ダレモ」が2025年3月12日に、カップリング曲「飛べない蝶は夢を見る」が同年4月28日に各種音楽配信サービスにて配信された後、同年5月28日にマキシシングルとして発売された。

## 概要
表題曲「ダレモ」についてメンバーの夕莉は、変拍子など複雑な展開のある「雑踏、僕らの街」とは異なり、初めて聞いた人でも盛り上がりやすい曲だと感じたと語っている。また、ハンマリングを駆使したギターソロや、ハイテンポな中でも8分音符を刻み続けているベースなども聞きどころだと語っている。ボーカルを務めた理名は過去の楽曲と同じく「今回も難しい曲が来たな」という印象を持ったと語っており、高いキーを維持しつつ力強さを表現するのに苦戦したという。また歌詞については、テレビアニメ『ガールズバンドクライ』に登場しない楽曲ではないながらも、主人公・仁菜の強い想いを感じたと語っている。
カップリング曲「飛べない蝶は夢を見る」（とべないちょうはゆめをみる、英題：Belle papillon）は約2分半と短く、非常に疾走感のある楽曲である。理名は「無知のち私」に引き続きキーの非常に高い楽曲に苦戦したと語っている。また夕莉と朱李も、ハイテンポな展開に非常に苦戦したと語っており、朱李は「最近だとたぶん一番難しい楽曲」と語っている。作詞作曲は青ゐネコが手掛けており、青ゐがトゲナシトゲアリの楽曲に携わるのは本作が初めてである。
また今作では『運命に賭けたい論理』以来5作ぶりにドラマパートが収録されている。2024年7月以来活動を休止していた美怜と凪都のアフレコ復帰作にもなっており、夕莉と朱李は非常にうれしかったと語っている。

## ミュージックビデオ
「ダレモ」のミュージックビデオは2025年3月12日にYoutubeにて配信された。絵コンテ・演出はWhitepuzzle、キャラクターデザインはテレビアニメ『ガールズバンドクライ』に引き続き手島nariが手掛けた、アニメーション作品となっている。テレビアニメとは異なる世界の、『ガールズバンドクライ』のキャラクターたちが描かれる内容となっており、理名は「単純にMVのストーリーというか、コンセプトがすごく好きです。〔中略〕もっと深堀りしてほしいくらい気になる内容でした。」と語っている。
「飛べない蝶は夢を見る」のミュージックビデオは4月28日にYoutubeにて配信された。METEORA st.に所属するイラストレーター・Maruiが手掛けたイラストが使用された作品となっており、『ガールズバンドクライ』のキャラクターが自らを開放する様が描かれている。

## 批評
フリーライターの宮﨑大樹は「Skream!」に寄せた本作のレビューにて、「運命の出会いを力強く歌唱する一曲だ。爆発力のあるサビ、そしてトゲトゲらしく"トゲ"も忘れないリリックは痛快である。」と評している。

## 収録曲
| #         | タイトル                                     | 作詞           | 作曲      | 編曲               | 時間  |
| --------- | -------------------------------------------- | -------------- | --------- | ------------------ | ----- |
| 1.        | 「ダレモ」                                   | カイザー恵理菜 | 遊部優介  | 玉井健二、遊部優介 | 3:06  |
| 2.        | 「飛べない蝶は夢を見る」                     | 青ゐネコ       | 青ゐネコ  | 玉井健二、大濱健悟 | 2:39  |
| 3.        | 「ダレモ」(Instrumental)                     |                |           |                    | 3:06  |
| 4.        | 「飛べない蝶は夢を見る」(Instrumental)       |                |           |                    | 2:39  |
| 5.        | 「仁菜の香ばしい計画（ゆめ）」(ドラマパート) |                |           |                    | 11:47 |
| 6.        | 「智とおにぎり」(ドラマパート)               |                |           |                    | 11:24 |
| 7.        | 「桃香の労い」(ドラマパート)                 |                |           |                    | 11:35 |
| 合計時間: | 合計時間:                                    | 合計時間:      | 合計時間: | 合計時間:          | 46:16 |

| #  | タイトル                                     | 作詞 | 作曲・編曲 | 時間 |
| -- | -------------------------------------------- | ---- | ---------- | ---- |
| 1. | 「ダレモ」(ミュージックビデオ)               |      |            | 3:09 |
| 2. | 「飛べない蝶は夢を見る」(ミュージックビデオ) |      |            | 2:40 |